# Nationaal park Kepulauan Togean
Nationaal park Kepulauan Togean is een maritiempark in Indonesië. Het ligt in de provincie Midden-Sulawesi bij het eiland Sulawesi.